# 港鐵迪士尼綫列車
港鐵迪士尼綫列車（英語：Disneyland Resort Line Train，DRL M-Train），俗稱「老鼠車」，是前地鐵公司（現港鐵公司）從市區綫現代化列車改裝而成的直流一般型電動列車，軌道面到車廂地板及車頂分別高1100毫米及3700毫米（3910mm連空調機組高度）。

## 概要

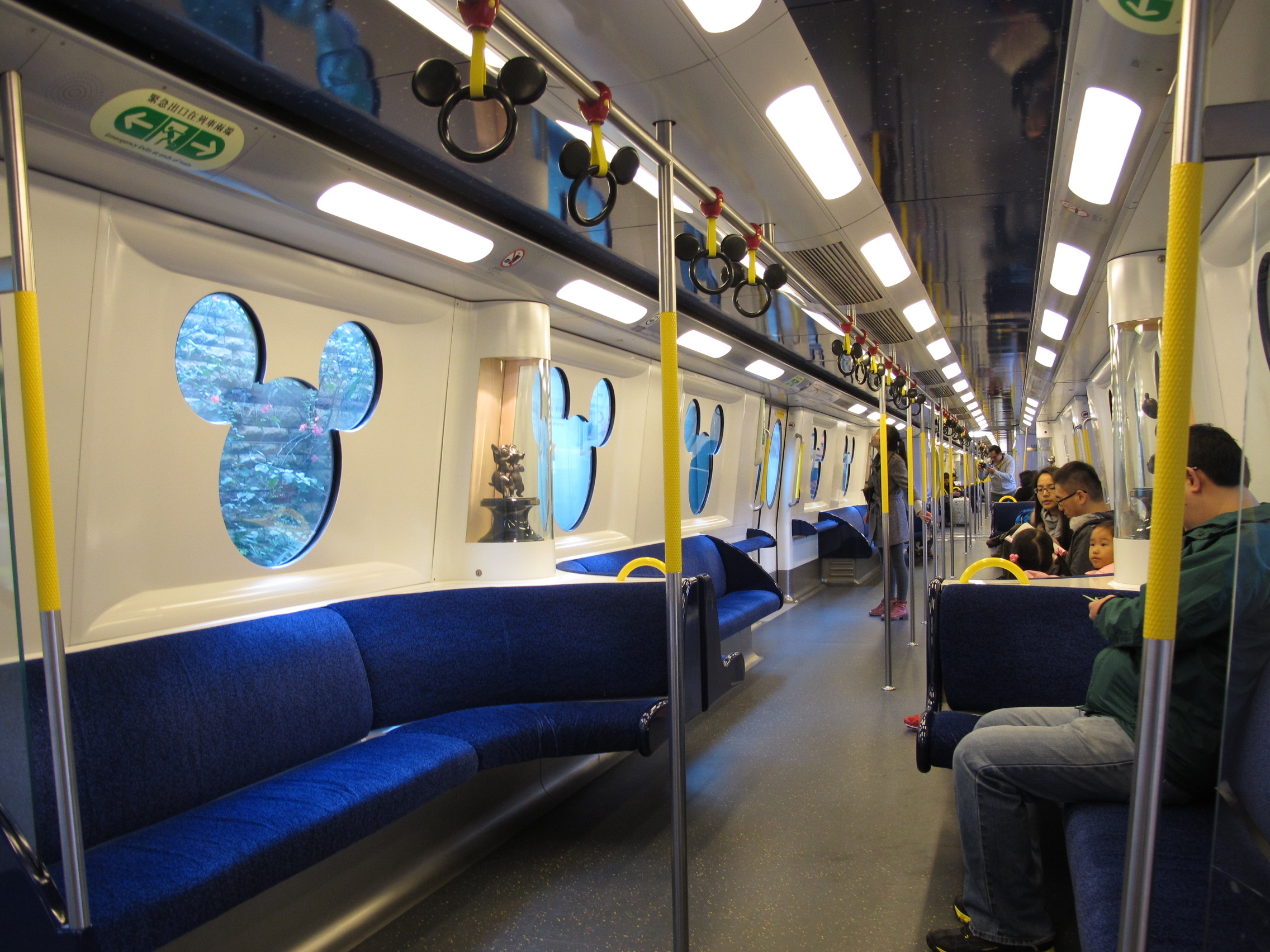
迪士尼綫列車內貌

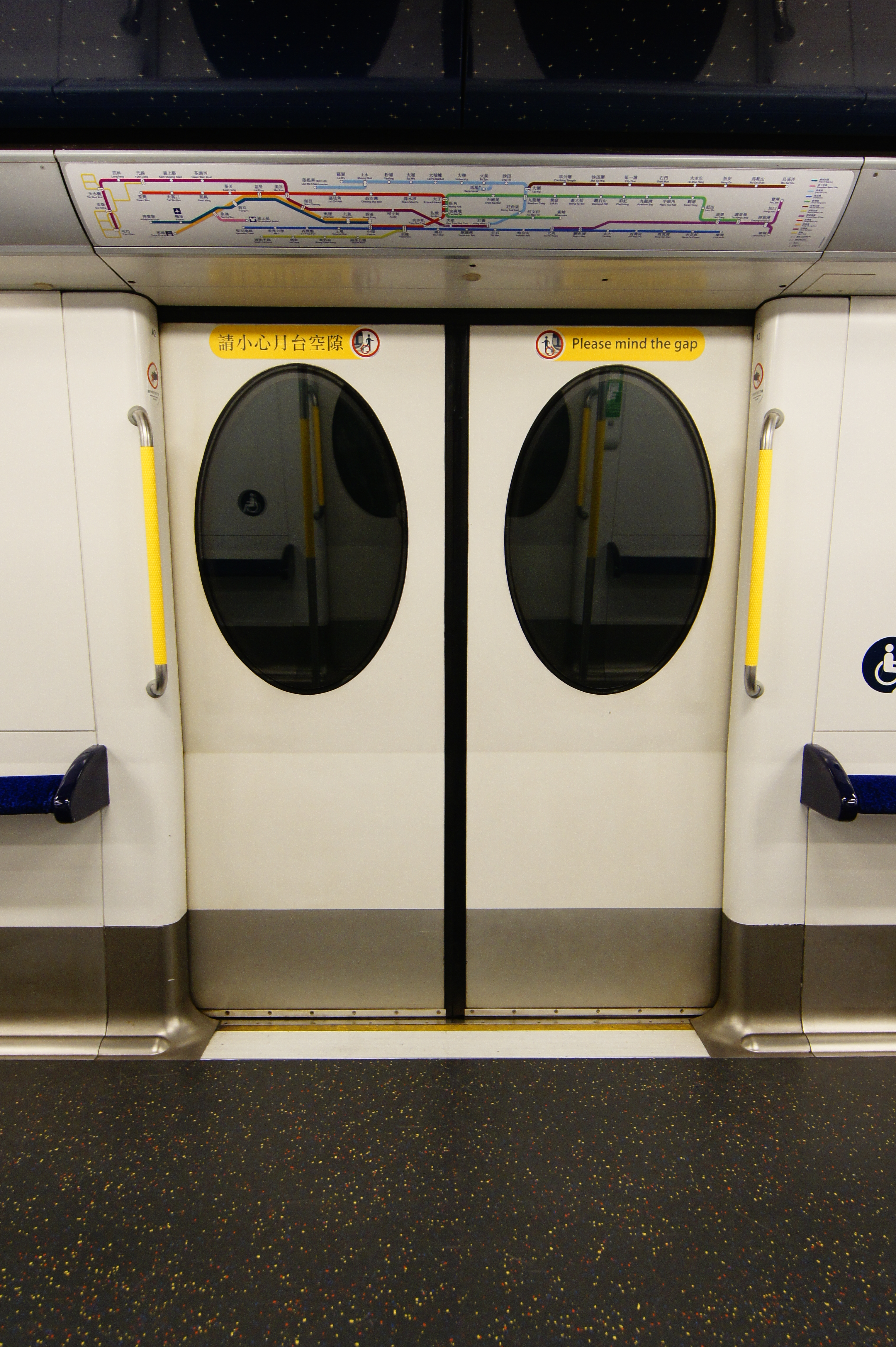
列車車門不設手把，車門上方亦不設動態路綫圖（屯馬綫一期通車前）

這款由英國都城嘉慕（已於1989年5月由法國阿爾斯通收購）所建造的列車是香港地鐵歷史上車齡最高的一代列車，其營運加速率及減速率為1.0m/s2（3.6 km/h/s），煞車系統為電空併用制動，以及回生制動，並提供1.4m/s2（5.04 km/h/s）的緊急減速率。最高行駛時速90公里（營運時時速70公里），並實行無人駕駛。主緩衝裝置為鋸齒形彈簧，氣袋為副。牽引系統由斬波器控制。每卡車箱有約45個對立直排座位及設置多用途範圍。目前，只有迪士尼綫使用這款改裝列車，而列車使用電動車門。所有列車都屬於港鐵小蠔灣車廠，但每三年均須在手動駕駛模式下，前往九龍灣車廠進行大修。
車廂內裝以迪士尼人物以及形象為主，例如吊環採用米奇老鼠的外型，而座椅設計則用沙發。窗戶也採用米奇形狀，不過也因此成為港鐵繼機場快綫使用的港鐵機場鐵路Adtranz-CAF列車之後第二種沒有緊急通風窗的列車。
此類列車共有3列4卡編組行走於迪士尼綫。根據港鐵資料，如未來迪士尼綫應付不到香港迪士尼樂園的人流，迪士尼綫的列車將會由現有的4卡列車增加至6卡甚至8卡列車以應付人流。

## 歷史
為配合迪士尼綫於2005年8月1日通車，地鐵公司於2002年12月至2005年5月把10卡90年代引入的A/C編組及2卡B/C編組（總共12卡）的H-Stock批次車卡翻新成迪士尼綫專用列車（B/C編組亦把B卡拉長並加設駕駛室），列車的2號和4號門被拆除，並改為玻璃窗，亦只有這些列車的氣動車門獲更換為歐洲ULTIMATE出品的電動車門。整款列車外觀，內裝及擺設等均由美國華特迪士尼幻想工程與地鐵合作設計。由於列車車頭設計特別，因此有別稱「老鼠頭」。
2018年5月起，所有列車車門編號貼紙換成接近九鐵款式。

## 列車編組
所有車廂均為動力車廂。
|          | 迪士尼綫列車 ←迪士尼方向欣澳方向→ |      |      |      |
| 車廂編號 | P奇                               | Q奇  | Q偶  | P偶  |
| 集電弓   |                                   | ＞   | ＜   |      |
| 車輛編號 | P501                              | Q501 | Q502 | P502 |
| 車輛編號 | P503                              | Q503 | Q504 | P504 |
| 車輛編號 | P505                              | Q505 | Q506 | P506 |

## 退役
港鐵已宣布將向中車青島四方機車車輛股份有限公司採購新列車，預計2028年投入服務，屆時本型號列車會退役，將會是香港鐵路史上第五款的退役列車。

## 圖片庫

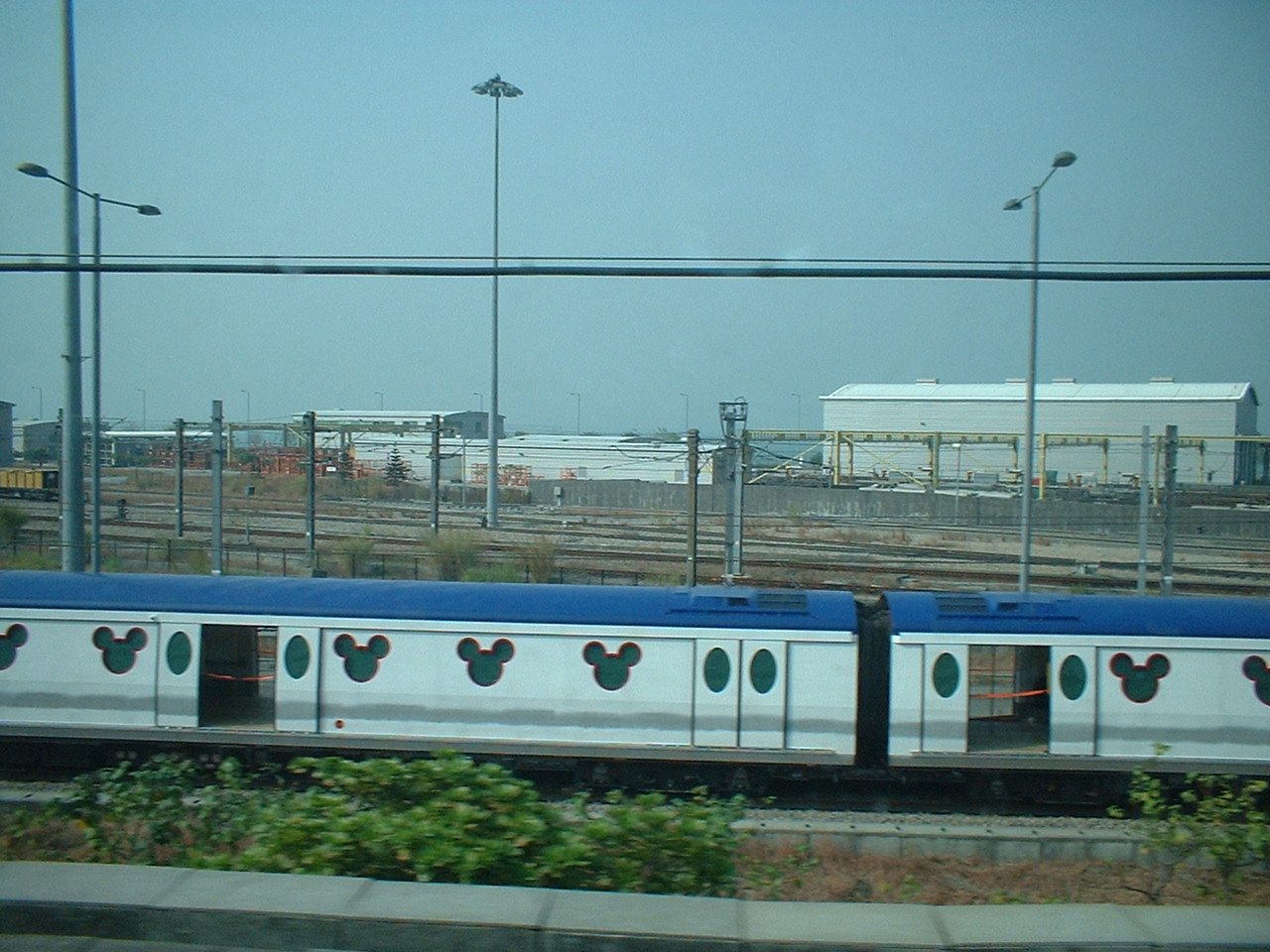
完全未上色的迪士尼綫列車
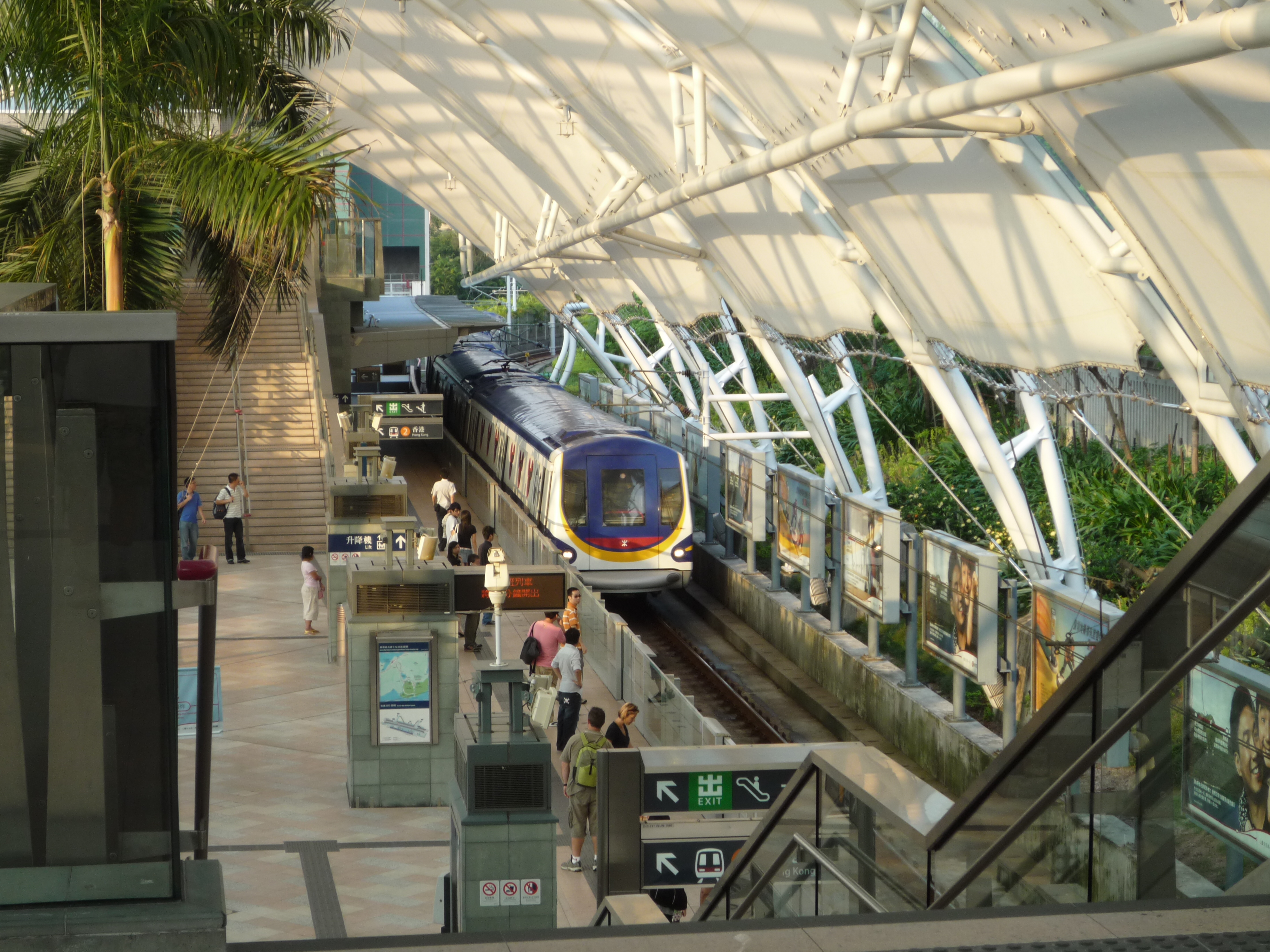
迪士尼綫列車外觀
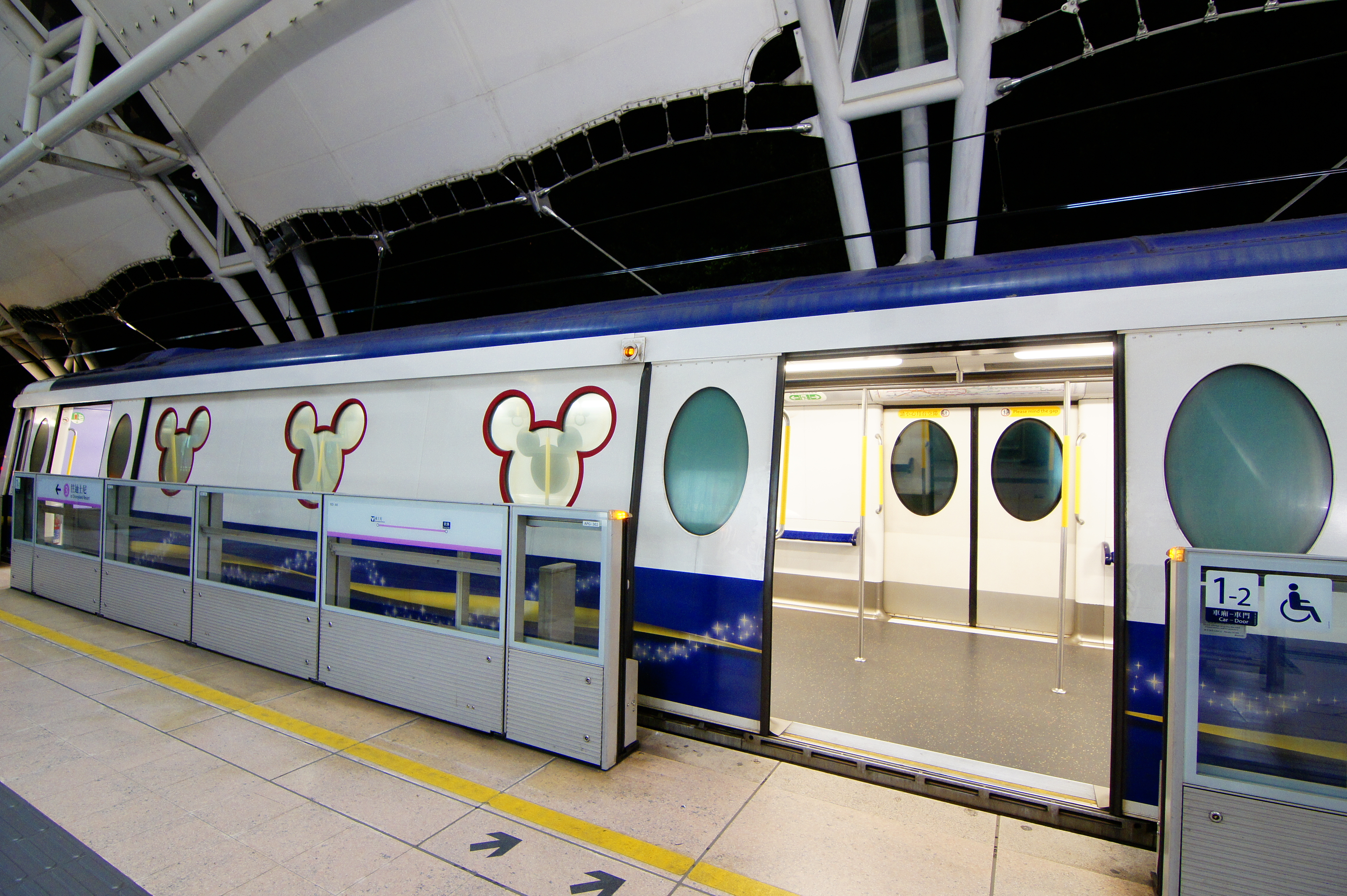
迪士尼綫列車
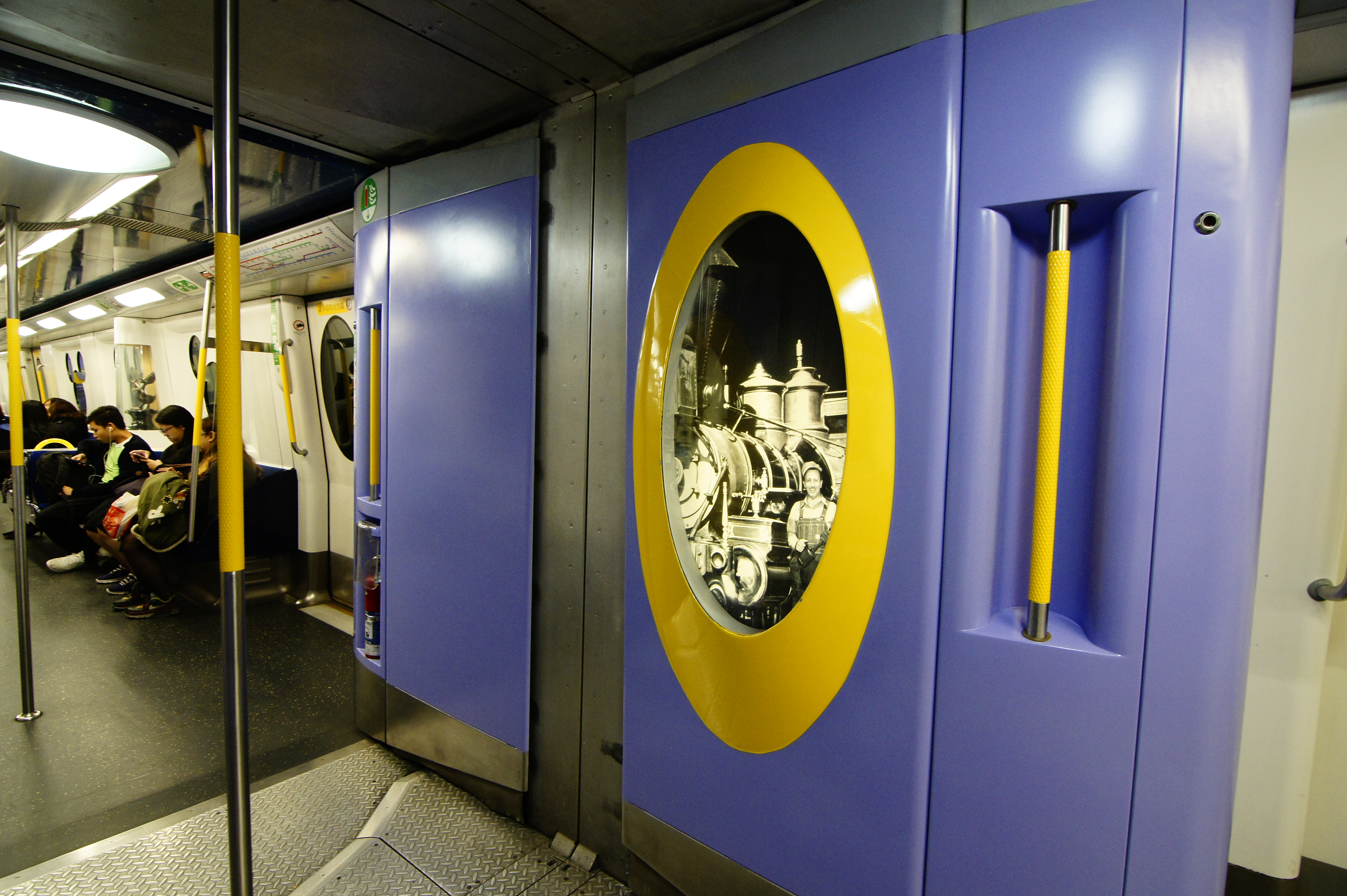
車卡連接通道亦有關於迪士尼的佈置
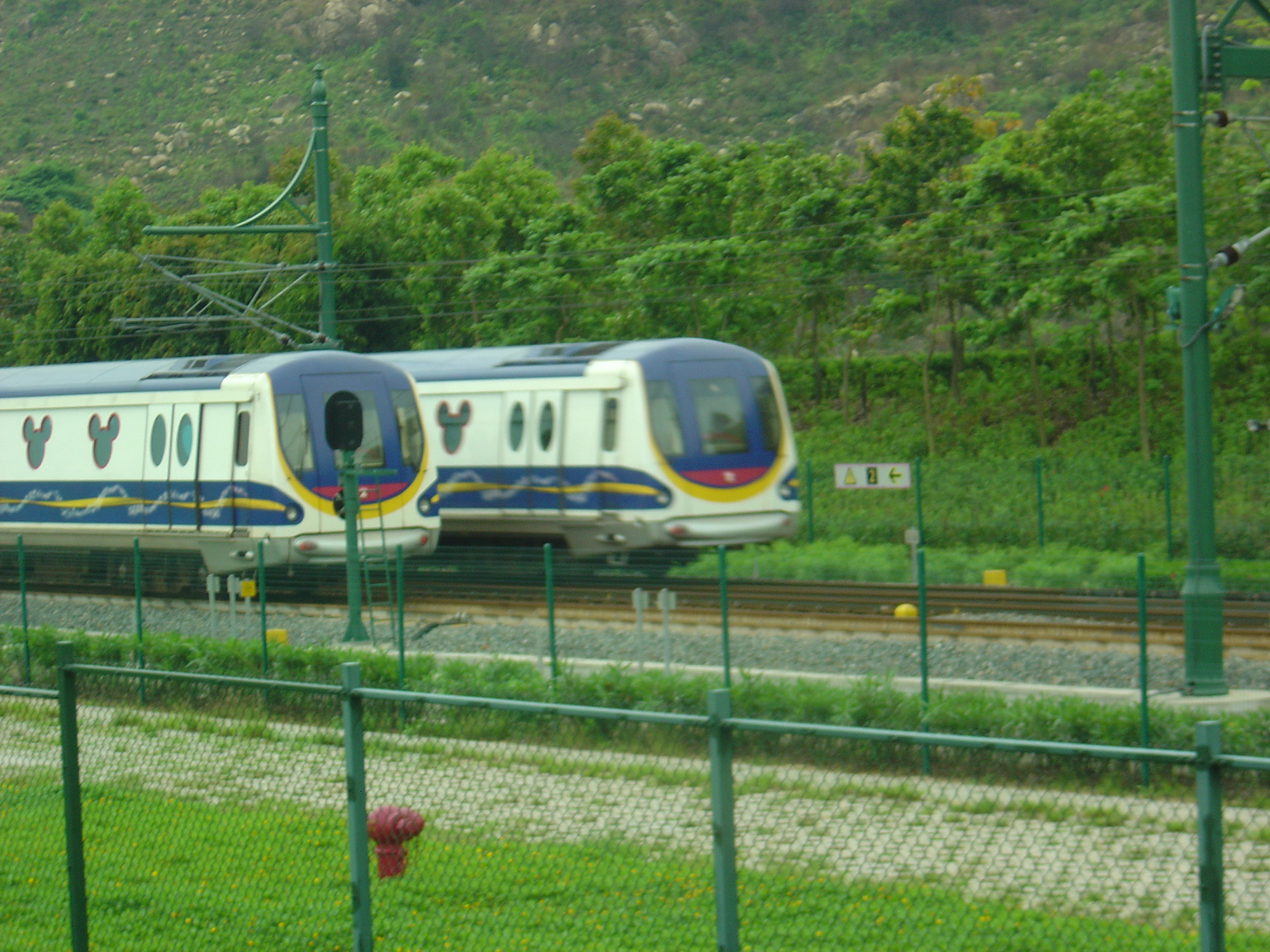
一列正在載客及一列停泊在迪欣湖側綫的迪士尼綫列車
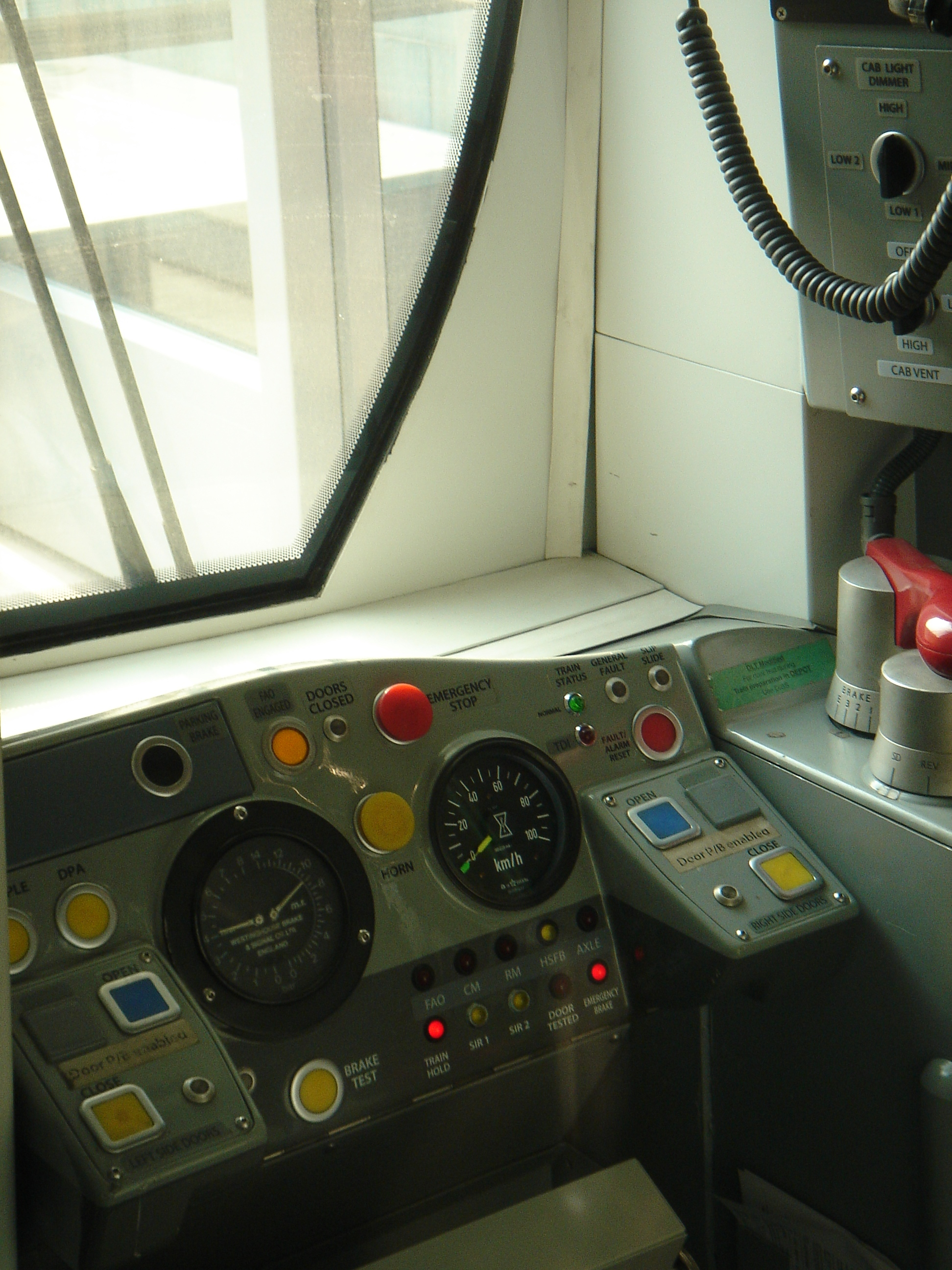
列車可以無人駕駛運作，但仍設有獨立駕駛室，但駕駛室門改為玻璃，讓乘客可以看到前面的景色
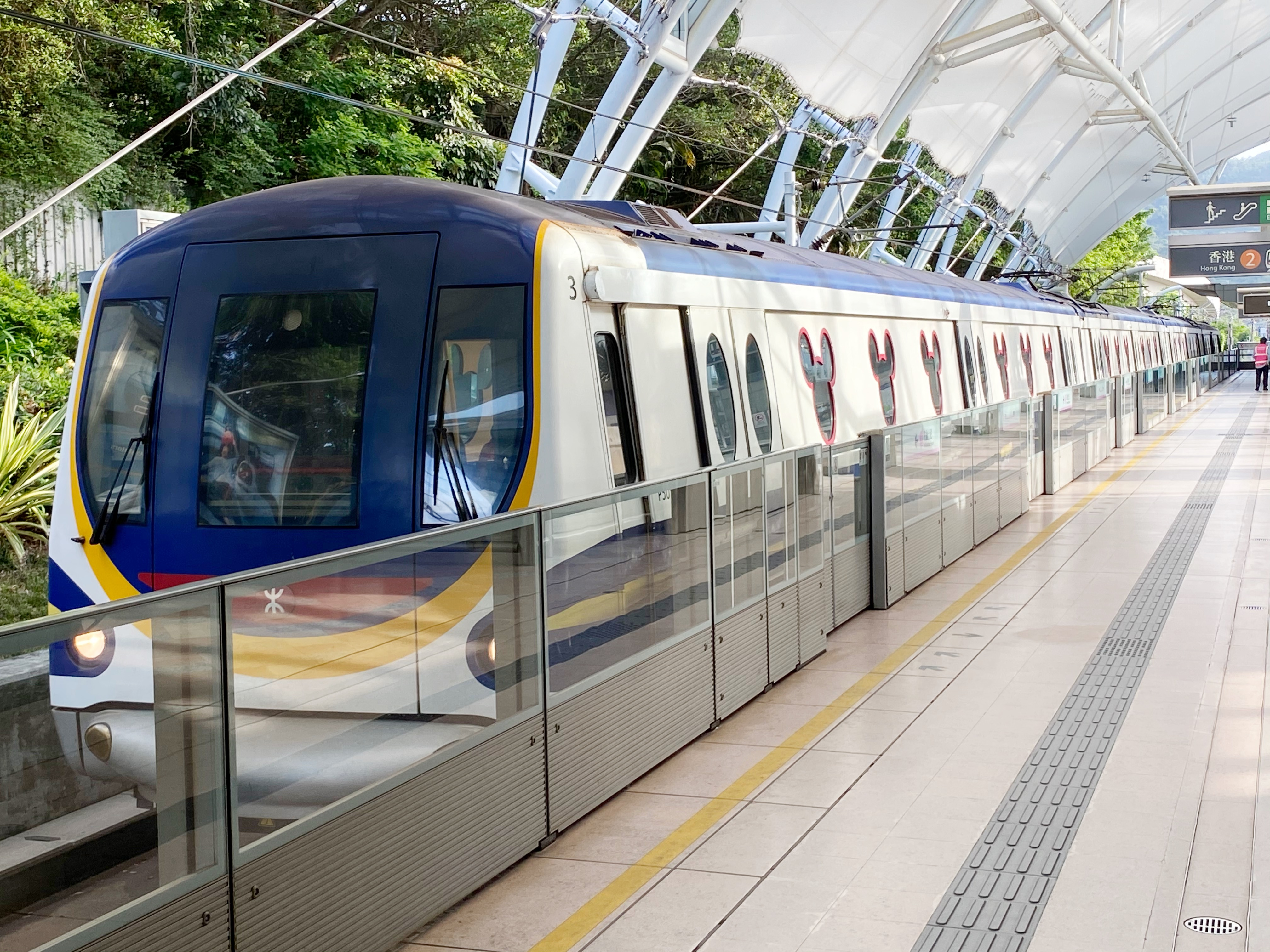
迪士尼綫列車在欣澳站3號月台
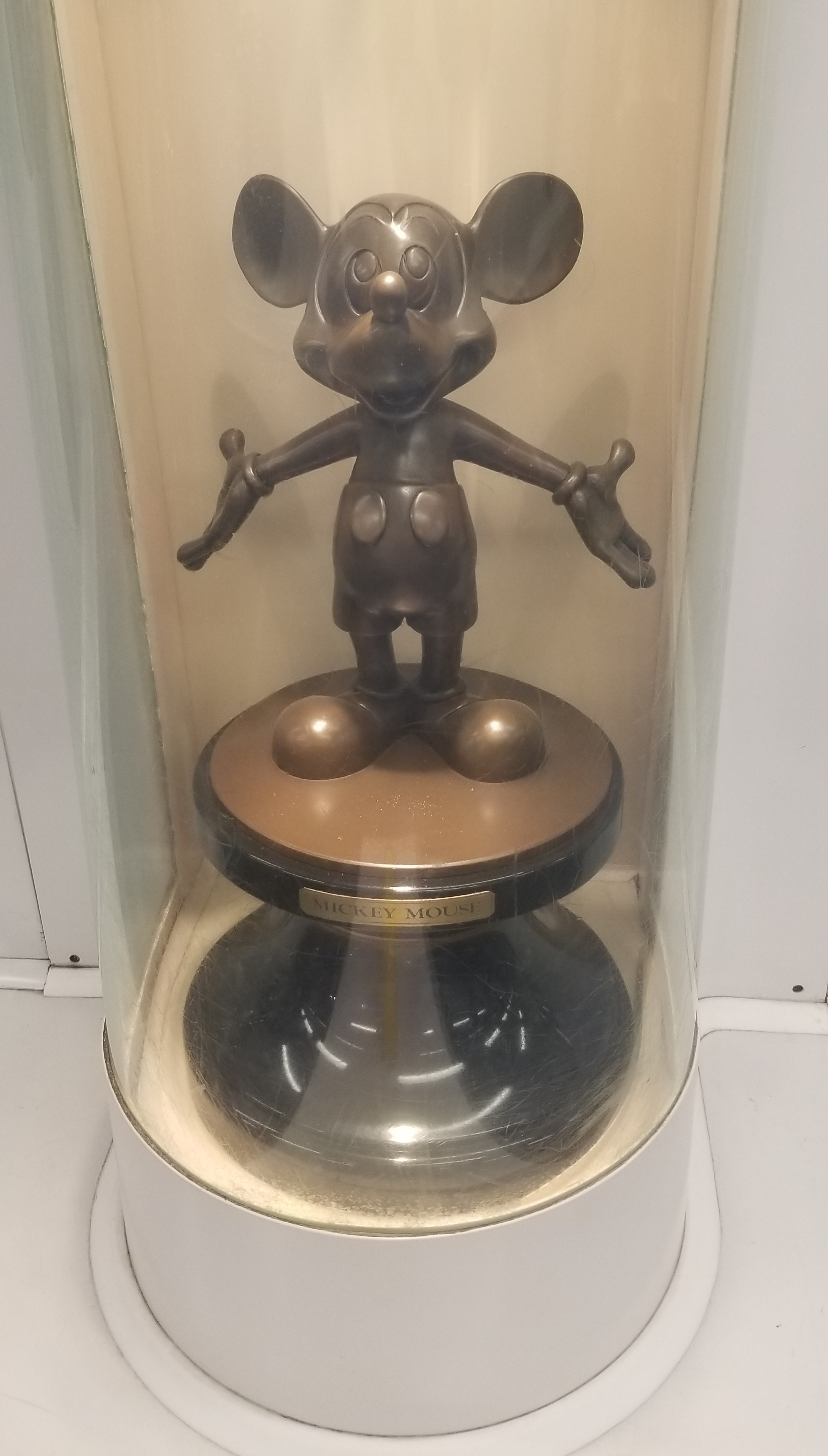
迪士尼綫列車內設有米奇老鼠等迪士尼卡通人物銅像

## 外部連結
- 香港鐵路大典上的相关条目：港鐵現代化列車